# 阿劳索德萨尔塞
阿劳索德萨尔塞，是西班牙卡斯蒂利亚-莱昂布尔戈斯省的一个市镇。总面积19平方公里，总人口67人（2001年），人口密度4人/平方公里。